# Aidophus skelleyi
Aidophus skelleyi är en skalbaggsart som beskrevs av Harpootlian och Gordon 2001. Aidophus skelleyi ingår i släktet Aidophus och familjen Aphodiidae. Inga underarter finns listade i Catalogue of Life.